# Ельцовка 2-я
Ельцовка 2-я — река в России, протекает по территории города Новосибирска. Впадает в Обь справа в 2956 км от устья. Длина реки составляет 14 км, площадь водосборного бассейна 42 км².
Истекает из маленького озера в Клюквенном посёлке, между Северным объездом Новосибирска и антенным полем радиостанции РВ-76, протекает через Новосибирск в юго-западном направлении и впадает в Обь справа в 2956 км от устья, в районе Сухарка.

## Данные водного реестра
По данным государственного водного реестра России относится к Верхнеобскому бассейновому округу, водохозяйственный участок реки — Обь от Новосибирского гидроузла до впадения реки Чулым, без рек Иня и Томь, речной подбассейн реки — бассейны притоков (Верхней) Оби до впадения Томи. Речной бассейн реки — (Верхняя) Обь до впадения Иртыша. Код объекта — 13010200712115200006581.

## История реки Ельцовка 2-я
Люди давно начали заселять территорию долины реки Обь и её притоков, известно множество археологических находок. В 1926 году П. П. Хороших собрал в береговой осыпи на правом берегу р. Оби около устья Ельцовки-2 несколько фрагментов керамики, датируемой им эпохой неолита. Она была передана в фонды Новосибирского государственного краеведческого музея, в дальнейшем место находки было потеряно
В XIX веке на правом берегу реки Обь стоял густой сосновый бор, через который и протекали две полноводные речки Ельцовка Большая (сейчас Ельцовка-2) и Ельцовка Малая (сейчас Ельцовка-1). Есть гипотеза, что первая деревня на месте Новосибирска стояла на берегу речки Ельцовки, там, где и сейчас она пересекает Красный проспект у площади Калинина.

## Этимология названия
Название происходит от небольшой рыбы елец. Раньше Ельцовка-2 именовалась Ельцовка Большая, а Ельцовка-1 носила название Ельцовка Малая.

## Условия формирования долины реки Ельцовка-2
В восточной части территории Новосибирской области, где и расположена долина реки Ельцовка-2, близко к поверхности земли часто под чехлом четвертичных суглинков залегают смятые в складки и прорванные интрузивными телами осадочные и вулканогенные палеозойские породы. Долина реки Обь, в которую впадает Ельцовка-2, проходит на стыке Западно-Сибирской плиты и приподнятой складчатой области. Палеозойские породы часто обнажаются по берегам реки Оби и её притоков.

## Флора Ельцовки-2я

### Грибы
Наиболее распространёнными грибами, растущими вдоль Ельцовки-2я, являются: маслята (suillus lutelus), опята летние (mutabilis) и осенние (armilliaria mallea), грузди чёрные (lactarius necotor), подберёзовики (leccium scabrum), подосиновики (Léccinum versipélle), сыроежки (russula vesca), белые грибы (bolletus edulis), ежевик коралловидный (hercium coralloides), чернильный гриб (coprinopsis atamentaria). Эти грибы преимущественно можно найти вдоль Ельцовки с марта — по октябрь.

## Состояние воды и микроорганизмы
Начиная с 2003 по 2004 год наблюдалась характерная загрязнённость реки, аммониумом, нитритами, азотом, ртутью, фенолом и нефтепродуктами. На данный момент, река Ельцовка-2 не перемерзает, поскольку сильно загрязнена.

## Чистота
Согласно данным новостных сайтов, 2-я Ельцовка считается второй по загрязнённости рекой в Новосибирской области. Несмотря на чистую воду и с виду чистый берег, ежегодно волонтёрами вылавливается из реки более 4 кубометров органического и неорганического мусора (это примерно 1,5 тонны). Также в реку сбрасывают отходы с предприятий. В некоторых местах в реке лежат вросшие в грунт шины и доски, а также торчат железные штыри. Плавать в реке не рекомендуется.

## Артефакты Ельцовка-2я
«Кладбище кораблей» (координаты: 55.044846,82.858677) — это заброшенное и жутковатое место, находящееся на берегу реки Обь, неподалёку от Ельцовки — 2я. На нём всего 5 судов: два из них — это рыбацкие катера класса Р(исключительно речные судна) и один большой корабль, в прошлом предназначенный для водных круизов. Есть ещё два корабля, переделанных под «дома». В некоторых кораблях, в частности двух рыбацких катерах, сохранились двигатели и приборы, также там открываются двери и можно выглянуть через иллюминатор и полюбоваться видом на Обь.